# 오카성

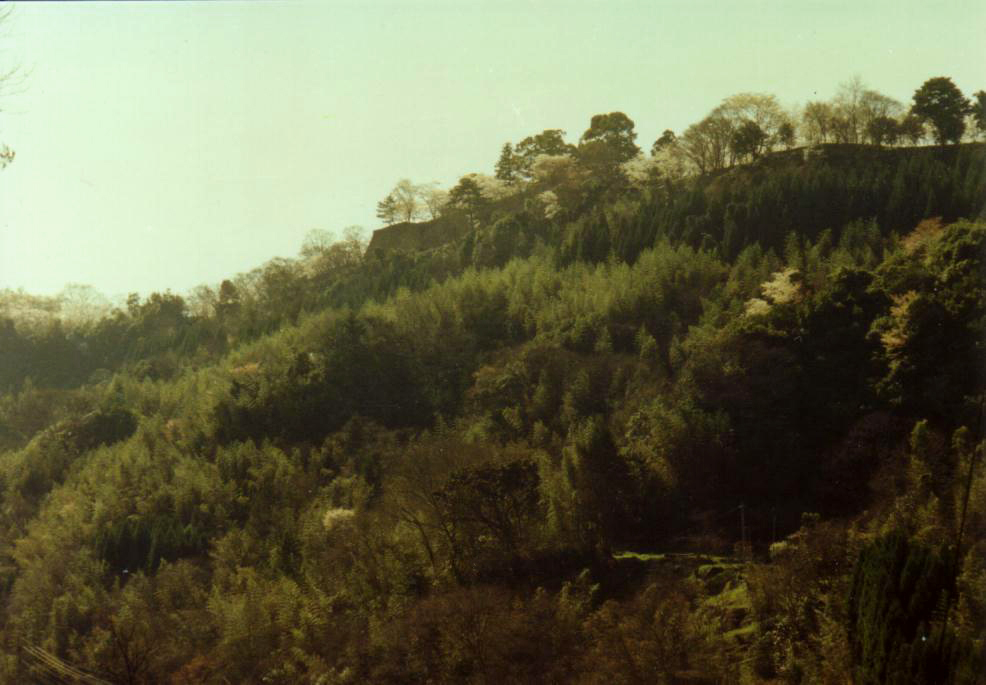
오카 성

오카성(일본어: 岡城 오카조[*])은 오이타현 다케타시에 있는 제곽식 산성이다. 에도 시대에는 오카번의 번청이었다. 일본의 대표가곡《황성의 달》의 제재가 된 성으로 유명하고, 작곡자 다키 렌타로의 동상이 성안에 세워져 있다. 또, 성은 소가 누워 자는 것 같다하여 가규 성(臥牛城)이라는 이명이 있다.

## 개요
오카 성이 축조된 덴진 산은 높이 325m로 최저 높이와 최고 높이 차는 95m이다. 성의 규모는 동서 2.5km 남북으로 362m이며 총면적은 23만 4천 평방미터이다.
전해오는 이야기에 따르면, 1185년 오가타 고레요시가 미나모토노 요리토모에 쫓기는 미나모토노 요시쓰네를 맞이하기 위해 축성한 것이 그 시작이라고 한다. 1334년 고다이고 천황의 지지를 얻은 오토모 가문 일족인 시가 사다토모가 성을 확장하였고, 오카 성으로 명명했다고 한다.《풍후국기》에 따르면, 시가 가문이 나오이리 군(현 다케타 시)에 온 것은 1369년 이후의 일로 오카 성에 입성하기 전 나오이리 군에 있었던 기무레 성을 거처로 삼았다고 한다.
아즈치모모야마 시대, 시가 가문을 대신하여 나카가와 히데시게가 영주로 부임하여 성을 대폭 개수하였고, 이때 성의 설계는 이시다 쓰루에몬, 미야케 로쿠로뵤에가 맡았으며, 석벽에 대한 관리 감독은 야마기시 긴에몬 등이 하였다. 예전 성의 서쪽 덴진 산에 혼마루, 니노마루, 산노마루 어전, 망루를 조영하였고, 성의 서쪽부분을 확장해 중신들의 저택들로 채웠다. 혼마루에는 3층 망루를 두었으며 성문은 예전의 오테 문이었던 시모하라 문을 뒷문인 가라메테 문으로 삼고 시모하라 문에 더하여 지카토 문을 두었고, 오테 문은 시모하라 문의 동쪽 방향에 있던 것을 서쪽으로 고쳐 지었다. 이 오테 문을 고쳐 지은 것은 가토 기요마사 또는 도도 다카토라의 조언이 때문이라고 한다. 또, 시가 가문이 영주였을 때 성하 마을이 정비되었고, 오카번 2대 번주 나카가와 히사모리 때에 시미즈 문이 세워졌다. 3대 번주 나카가와 히사키요 대에는 서쪽의 중신들의 저택 부지에 니시노마루를 조성에 어전을 건립하였다. 암반위에 지어졌기 때문에 태풍과 지진, 화재에 취약했고, 특히 18세기 중반에 일어난 화재로 성의 대부분이 소실되었다.

## 역사
가마쿠라 시대 ~ 무로마치 시대
- 1185년 오가타 고레요시가 축성했다고 하는 산성을 1334년 오토모 가문의 일족인 시가 사다토모가 성을 확장하였고, 오카 성으로 명명하였다.

아즈치 모모야마 시대 ~ 에도 시대
- 1586년 미미카와 강 전투의 패배를 계기로 오토모 가문은 분고에서 세력을 잃었고, 사쓰마의 시마즈 가문이 분고에 세를 과시하였다. 오카 성도 예외는 아니어서 시마즈 요시히로와 니이로 다다모토가 이끄는 시마즈 군의 공격을 받았다. 하지만, 시가 지카쓰구의 지휘아래 몇 번이고 시마즈 군을 격퇴하였다. 이 일로 오토모 가문을 지원하고 있던 도요토미 히데요시는 시가 지카쓰구를 상찬하였다.[4]
- 1593년 임진왜란에서 오토모 요시무네는 고니시 유키나가를 구원하지 않고 봉산성에서 철퇴하였고, 이를 계기로 영지가 몰수되었다.
- 1594년 하리마 국 미키에서 나카가와 히데시게가 입봉하였고, 3년에 걸쳐 성은 대폭 수리되었다.
- 18세기 중반 8대 번주 나카가와 히사사다 대에 화재가 발생해 성의 대부분이 소실되었다.

메이지 시대 이후
- 1869년(메이지 2년) 판적봉환 후 1871년(메이지 4년)부터 다음해까지 성안의 건조물이 모두 해체 매각되었다.
- 1936년(쇼와 11년) 12월 16일 오카 성이 국가 사적으로 지정되었다.
- 2006년(헤세 18년) 4월 6일 일본 100대 명성으로 선정되었다.

## 부속건물
3층 망루
천수 대용으로 지어진 3층망루는 혼마루 남쪽 모통이에 있었다. 지어질 당시 규모는 1층부터 다다미 9칸×8칸, 6칸×5칸, 4칸×3칸 규모였다고 한다. 외관은 명확치 않다. 호레키 연간(1751년 ~ 1763년)에 그려진《보력어성진경도》에서는 일층 서쪽면에 격차창을 가진 지토리 하후와 같은 하후가 1개 있고, 남쪽 면에는 3개의 격자창이 있으며 3층에는 화두창과 난간이 있는 승탑형 형식의 3층 망루로 그려졌다. 또, 3층 망루는 북쪽의 2층의 망루와 다몬 망루로 연결되어 있으며, 다몬 망루는 동쪽의 쓰키 망루와 창고 건물까지 연결된 모습이다.
재건된 망루는 승탑형 3층4계의 망루로 1층부터 다다미 5칸×5칸, 4칸×4칸, 3칸×3칸, 3칸×3칸의 규모이며 최상층에는 난간이 있고, 벽에는 화두창이 있었다. 혼마루 북서쪽에 있었던 3층 망루와 와타리 망루로 연견되었고, 천수대용인 3층 망루 동쪽에는 쓰키 망루가 붙어 있는 복합연결식 구조였다.〈분고 오카 성 전경〉이라고 적힌 메이지 시대 초기에 촬영된 고사진에는 난간과 가라 하후가 확인되었고, 북쪽에 맛배지붕을 가진 3층 망루가 와타리 망루에 의해 연결되어 있다. 또, 동쪽의 쓰키 망루에서 창고건물 사이에 토담의 존재가 확인되었다.
나카가와 히데시게가 건립한 3층 망루는 1769년 혹은 1771년 폭우와 지진으로 무너진 것이고, 메이지 시대 초기에 촬영된 3층 망루는 1774년에 재건된 것이다.
현재는 오테 문만 복원되어 있으며, 불행히도 건조물은 남아있지 않다. 다행히도 석벽은 잘 보존되어 당시 난공불락의 견성임을 실감하게 한다.

## 황성의 달
《황성의 달》의 작곡자 다키 렌타로는 어린 시절을 다케타시에서 보내 오카 성에 대한 이미지를 간직했다고 한다. 성터에는 렌타로의 동상은 성에서 먼 산을 보는 모습으로 세워져있다. 황성의 달은 1900년 중학교 창가로 작곡 발표되었다. 오노 강을 끼고 있는 오카 성 아래 국도502호 상행 차선에서는 황성의 달의 멜로디가 포장된 구간이 있고, 차가 그곳을 통과하면 황성의 달 멜로디가 흘러나와 들을 수 있다.

## 관광
교통
- JR 규슈 분고 다케타 역에서 오가타·미에 방면 버스로 환승해〈오카 성입구〉에서하차, 도보로 15분소요.

주변 문화시설 및 관광명소
- 아소쿠주 국립공원
- 나가유 온천

## 같이 보기
- 황성의 달의 제재가 된 성
  - 도야마성
  - 센다이 성
  - 오카 성
  - 와카마쓰성
- 오카번
- 나카가와 히데시게
- 일본 벚꽃명소 100선